# 布施 (東大阪市)

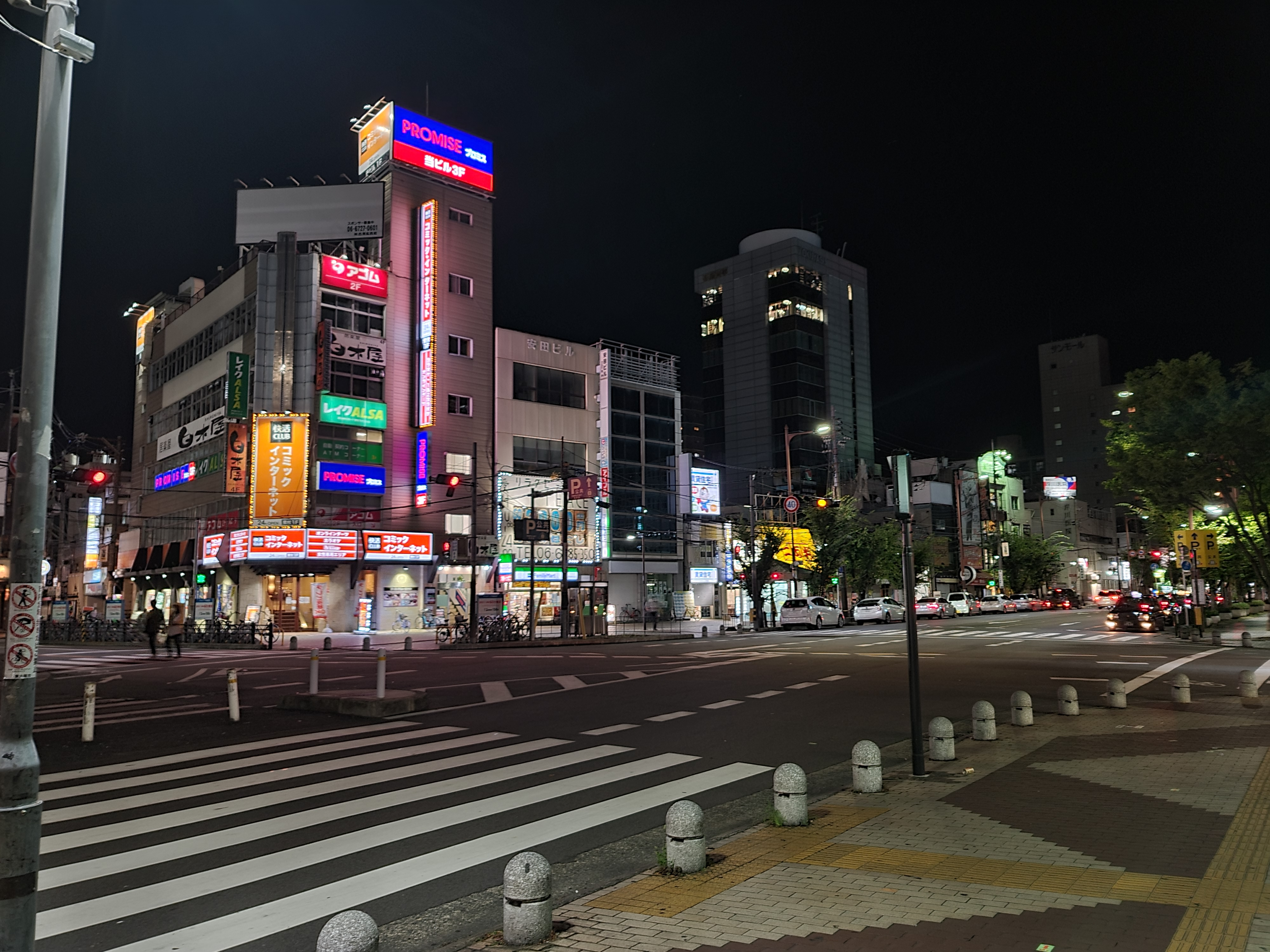
布施駅北口

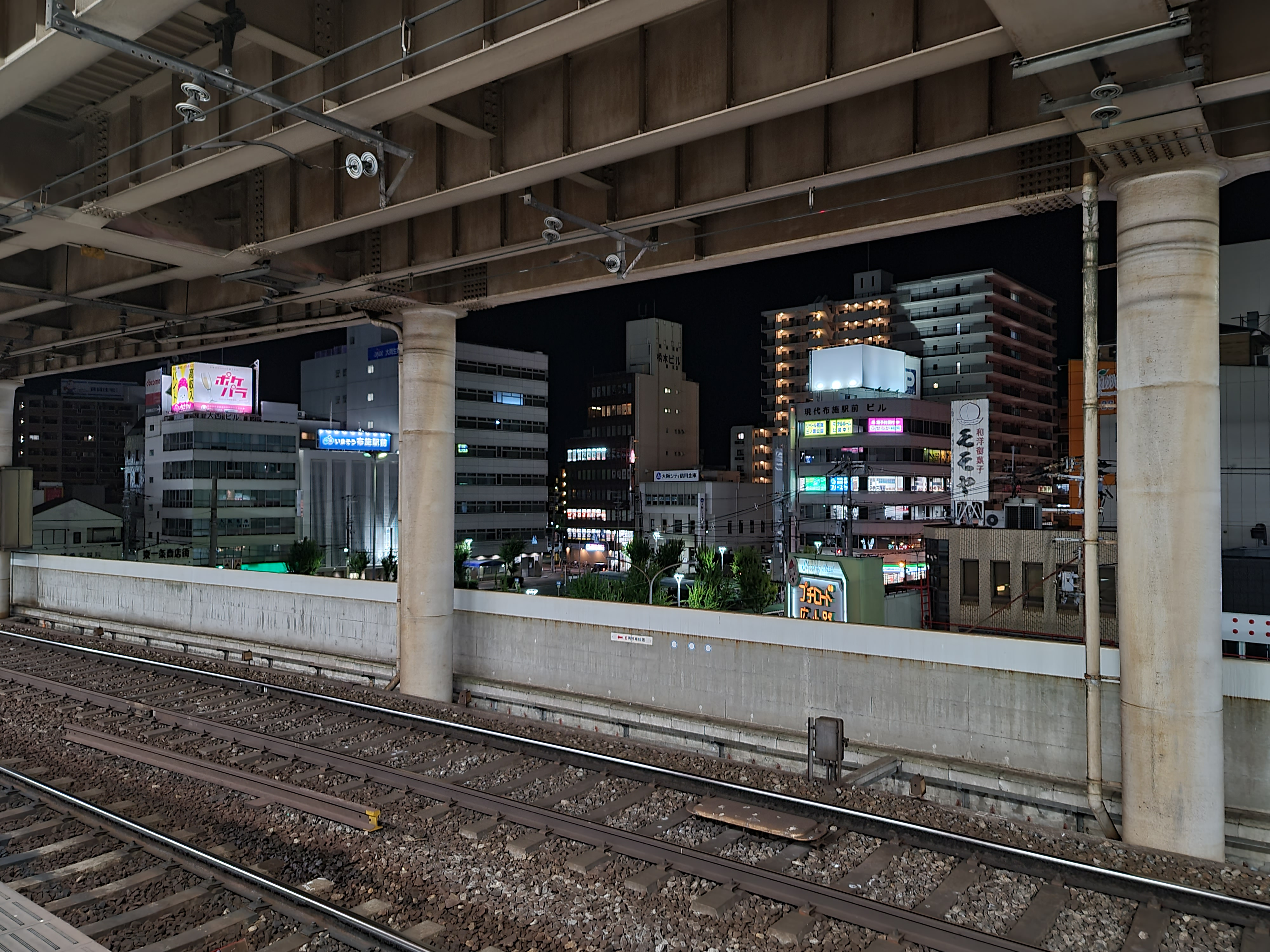
布施駅南口

布施（ふせ）は、大阪府東大阪市の旧地域名。現在行政上「布施」という地名は存在しない。近鉄布施駅周辺の地区。
大阪副都心という性格を持つ。
概ね旧・中河内郡布施町に相当する東大阪市立太平寺中学校の学区および東大阪市立俊徳中学校・東大阪市立上小阪中学校・東大阪市立長栄中学校の学区の各一部にあたる。広義では旧布施市域全域を指す。
概ね足代、足代南、三ノ瀬、岸田堂西、岸田堂北町、岸田堂南町、寺前町、太平寺、荒川、永和、横沼町、菱屋西、足代北、足代新町、寿町（一部）、長栄寺（一部）、長堂（一部）の各町丁に相当する。

## 概要
行政上の地名としての布施は現存せず、狭義では近畿日本鉄道（近鉄）の布施駅を中心とする地域の呼称として用いられる。だが、市名などとして採用されていた経緯から布施の名を冠した施設などは旧布施市域に散見される。例えば、大阪府立布施工科高等学校は現在布施と呼ばれている地区からはかなり離れている。
布施駅一帯に商店街が広がり、近鉄百貨店、イオンといった大型商業施設もある。布施駅から少し離れると、小規模なビルや住宅が目立つ。なお、布施駅の西側の市街地は大阪市の東成区大今里南または生野区小路東にそのまま続いている。

## 歴史
（日本 > 畿内 > 河内国 > 渋川郡 > 荒川村、太平寺村、岸田堂村、東足代村、菱屋西新田、永和村）

（日本 > 大阪府 > 中河内郡 > 布施村 → 布施町）
- 1873年（明治6年） 渋川郡荒川村から同村支郷の長堂村、横沼村、三ノ瀬村が分離。同時に3村が合併して永和（ながにご）村となる。
- 1889年（明治22年）4月1日 町村制施行により、渋川郡東足代村、荒川村、永和村、菱屋西新田、太平寺村、岸田堂村が合併して布施村が発足。大字荒川に村役場を設置。大字永和の読みを「ながにご」から「えいわ」に変更。
- 1896年（明治29年）4月1日 郡の統廃合により、所属郡が中河内郡に変更。
- 1910年（明治43年） 大字菱屋西新田を菱屋西に改称。
- 1925年（大正14年）4月1日 町制を施行して布施町となる。
- 1933年（昭和8年）4月1日 - 中河内郡高井田村と合併し、改めて布施町が発足。
- 1937年（昭和12年）4月1日 - 中河内郡長瀬村・楠根町・意岐部村・小阪町・弥刀村と合併の上、市制を施行して布施市が発足。同日布施町廃止。
- 1933年4月1日に高井田村を合併する。
- 1937年4月1日に他の町村と合併し、市制を施行して布施市となる。

## 交通
鉄道
- D 近鉄大阪線
  - 布施駅  D06 、俊徳道駅  D07
- A 近鉄奈良線
  - 布施駅  A06 、河内永和駅  A07
- 西日本旅客鉄道（JR西日本）おおさか東線
  - JR河内永和駅、JR俊徳道駅

バス
- 近鉄バス・大阪シティバス
  - 「布施駅前」（近鉄バスは南口、大阪シティバスは北口）
- 大阪バス（高速バス）
  - 「東大阪布施駅」（北口）

## 主な施設

### 商業
- ロンモール布施
  - 近鉄百貨店 東大阪店
  - KINSHO 布施店
- ヴェル・ノール布施
  - イオン 布施駅前店
  - 井野屋Flep
- フレスコ 布施店
- アニメイト布施店
- プチロード広小路商店街
- 広小路東商店街
- ぶらんどーり布施
- ポッポアベニュー商店街（布施駅 - 河内永和駅高架下）
- なにわ健康ランド 湯～トピア

### 学校
- 大阪樟蔭女子大学
- 樟蔭中学校・高等学校
- 東大阪市立長栄中学校
- 東大阪市立俊徳中学校
- 東大阪市立布施中学校
- 東大阪市立長堂小学校
- 東大阪市立高井田東小学校
- 東大阪市立荒川小学校
- 東大阪市立永和小学校
- 東大阪市立菱屋西小学校
- 東大阪市立布施小学校

### 行政・官公庁
- 布施駅前行政サービスセンター（ヴェル・ノール布施内）
- 東大阪市立永和図書館
- 大阪府警布施警察署